# Odprt okvir
Odprt okvir, padajoči okvir, drop frame, ali okvir z nizkim korakom) je vrsta kolesarskih okvirjev, ki se pogosto uporabljajo za pomožna kolesa, z nizko ali odstranjeno zgornjo cevjo ali prečko.
Tradicionalno so bila kolesa s odprtim okvirjem znana kot "damska", "ženska" ali "dekliška", predvsem zaradi prednosti za kolesarje, ki nosijo krila ali obleke. Kolesa z visoko zgornjo cevjo (prečko), znano kot diamantni okvir, so bila znana kot "moška", "gospodska" ali "fantovska". Zaradi spreminjanja stilov oblačil od poznega 20. stoletja, postajajo opisi, ki opisujejo stil okvirja namesto domnevnega spola kolesarja vse pogostejši.

## Prednosti
- manjša nevarnost raztegovanja ali strganja oblačil pri montaži sedeža
- kolesar lahko nosi krilo (zahteva tudi ščitnik za krilo in morda ščitnik za verigo)
- zelo hitro se montira in demontira, zato je primeren za dostavno kolo ali katero koli potovanje z veliko postanki
- primerno za starejše in druge z omejeno okretnostjo
- potencialno varnejša kot z visoko zgornjo cevjo; kolesar, ki izgubi ravnotežje, lahko stopi skozi kolo, ne da bi se zapletel
- kompaktnost je priljubljeno izhodišče za zložljivo kolo.

## Slabosti
- Težji. V primerjavi s tradicionalnim diamantnim okvirjem, ki ga sestavljata dva priležna trikotnika, morajo biti odprti ali prehodni okvirji zasnovani z debelejšimi cevmi, z uporabo dodatnih vložkov in/ali konstrukcijo okvirja monocoque. Ti strukturni elementi lahko povečajo težo ali stroške v primerjavi s tradicionalnim diamantim dizajnom.[5][6][7]
- Nepazljivost na konstrukcijsko zasnovo lahko povzroči prekomerno upogibanje, kar ima za posledico nižjo učinkovitost pedaliranja in zmanjšano življenjsko dobo okvirja.[5][6]
- Manj mest za namestitev dodatkov, npr. zračna tlačilka ali steklenica za vodo.
- Težje prenašati s tal zaradi nagnjene cevi blizu težišča kolesa, npr. prenašanje po stopnicah ali dvigovanje, da ga obesite zaradi vzdrževanja.